# 葫芦乡 (达州市)
葫芦乡，是中华人民共和国四川省达州市达川区曾经下辖的一个乡。2019年12月，撤销葫芦乡，将其所属行政区域划归麻柳镇管辖。

## 行政区划
葫芦乡撤销前下辖以下地区：
街道社区、福星桥村、连珠峡村、铁山沟村、黄井淹村、龙须寨村、二龙庙村、川祖庙村和西灵寺村。